# Нововознесенка (Ключевский район)
Нововознесенка — село в Ключевском районе Алтайского края. Входит в состав Ключевского сельсовета.

## Население
| 1997 | 1998 | 1999 | 2000 | 2001 | 2002 | 2003 |
| ---- | ---- | ---- | ---- | ---- | ---- | ---- |
| 209  | ↗214 | ↘211 | ↗230 | ↘214 | ↘187 | ↘180 |
| 2004 | 2005 | 2006 | 2007 | 2008 | 2009 | 2010 |
| ↗205 | ↘200 | ↘192 | ↘185 | ↗186 | ↘180 | ↘178 |
| 2011 | 2012 | 2013 |      |      |      |      |
| ↗180 | ↘168 | →168 |      |      |      |      |

## История
Основано в 1906 году. В 1928 г. деревня Ново-Вознесенка состояла из 196 хозяйств, основное население — украинцы. Центр Ново-Вознесенского сельсовета Ключевского района Славгородского округа Сибирского края.